# 이들리브 순교자 여단
이들리브 순교자 여단(كتائب شهداء إدلب 리와 슈하다 이들리브[*])은 시리아 이들리브 주 지역의 반정부 군사 조직이다. 대부분이 봉기에 참가한 무장된 시리아 시민들로 구성된 느슨한 국지적 연합체다. 구칭 시리아 해방군(Syrian Liberation Army)이었으나 2012년 이름을 바꾸었다.
시리아 해방군은 이들리브 주를 기점으로 활동하고 있으며, 주로 해당 주의 정부군의 축출을 시도하는 데에 중점을 두고 있다.